# Sean Reinert
Sean Reinert (27 de maio de 1971 – 24 de janeiro de 2020) foi um músico americano, compositor e baterista. Fundou o Æon Spoke. Foi baterista e membro fundador do Cynic, até deixar a banda em setembro de 2015. Foi baterista do Death entre 1991-1993, a convite de Chuck Schuldiner, tornando-se uma das primeiras e lendárias referências do death metal técnico, com suas linhas de baterias do álbum Human, que gravou com apenas 19 anos de idade, impressionando toda a cena metal, com sua técnica calcada em jazz/groove, utilizando dois bumbos, unindo com perfeição técnica universos musicais opostos.
Ele creditou os bateristas Dave Miranda, John Bonham, Dave Weckl, Gary Husband e Vinnie Colaiuta como importantes influências durante seus anos de formação.

## Biografia
Em 1987, Sean Reinert fundou sua primeira banda, o Cynic, em companhia de seu amigo Paul Masvidal, e em 1991, ambos se juntaram à banda Death para gravar o álbum Human. Este álbum é tido por muitos como um marco do gênero death metal e do subgênero technical death metal, extremamente complexo e inovador. Foi o disco mais vendido do Death, atingindo na época 100.000 cópias nos Estados Unidos. Em 1993, após 1 ano viajando e tocando pelo mundo todo com a Human Tour, ele retornou ao Cynic e levou Masvidal com ele.
Ainda em 1993, de volta ao Cynic, pela Roadrunner Records, gravou o disco Focus, ganhando ainda mais destaque na cena metal, considerado como um álbum extremamente avançado e técnico (do gênero metal progressivo).
Em 1994, o Cynic entrou em hiato indefinido, após diferenças musicais e pessoais interromperem o trabalho em um segundo álbum de estúdio, o grupo se separou e os músicos partiram para projetos paralelos.
Em 1999, Sean Reinert ajudou a formar o Æon Spoke ao lado de Masvidal, a banda se definiu como "rock etéreo". Lançaram álbuns em 2004 e 2007, recebendo transmissão nacional e via satélite, apresentando-se ao vivo, tocando em rádios e até mesmo aparecendo em programas de televisão e trilhas sonoras de filmes.
Em 2006, foi anunciado que o Cynic iria se reformar para uma turnê, que aconteceu no verão de 2007. A formação reformada então gravou uma continuação de Focus, intitulada Traced in Air , que foi lançada em 2008, seguindo por mais turnês. Em 2009, um novo EP foi gravado, seu lançamento feito em maio de 2010. Gravaram mais dois EP's até 2012.
Em maio de 2014, Sean revelou publicamente sua homossexualidade, junto ao guitarrista Paul Masvidal.
Após sua saída do Cynic em 2015, Sean Reinert foi membro da spin-off do Cynic, chamada Portal, que lançou uma demo, mas o projeto acabou se desfazendo. Se mudou para Los Angeles, continuou trabalhando com música, escrevendo e atuando para programas de televisão e filmes.
Sean Reinert faleceu em 24 de janeiro de 2020, de falência cardíaca, aos 48 anos, em sua casa, na Califórnia.

## Legado
Diversos bateristas citaram Sean Reinert como uma grande influência, entre eles Peter Wildoer do Darkane, Brann Dailor do Mastodon, Gene Hoglan (seu sucessor no Death), Richard Christy(ex-Death,ex-Control Denied), Dirk Verbeuren do Soilwork/Megadeth, Chris Pennie do The Dillinger Escape Plan/Coheed and Cambria, George Kollias do Nile, John Merryman do Cephalic Carnage, Daniel Moilanen do Katatonia, Elliot Hoffman do Car Bomb, Evan Sammons do Last Chance To Reason, e Vishnu Reddy do Crypted.
Além disso, outros artistas o citaram, expressando admiração por seu trabalho, incluindo Hannes Grossmann(ex-Necrophagist), Kai Hahto do Nightwish, Dan Presland do Ne Obliviscaris e Danny Walker do Intronaut.
Em 2005, a Roadrunner Records relançou o clássico disco Focus, originalmente produzido em 1993, foi remasterizado e comercializado como item de colecionador, devido à alta demanda. 
Em 2011, a Relapse Records e a Perseverance Holdings Ltd. relançaram o álbum Human remasterizado em HQ, para comemorar o 20º aniversário do lançamento original . Esta edição foi remixada por Jim Morris do Morrisound Recording Studios, inclui faixas bônus, e foi disponibilizada em opções de disco duplo e triplo.. A reedição de Human foi remixada, pois a Sony havia perdido as fitas master das mixagens originais de Scott Burns.
A revista Rolling Stone citou o álbum Human entre os 100 melhores álbuns de metal da história, colocando-o na 70ª posição.
Após a sua morte, o canal DrumTalk lançou uma homenagem póstuma no YouTube, chamada de Sean Reinert Tribute, com cerca de 1 hora de material de arquivo inédito e diversas entrevistas concedidas por músicos que o acompanharam ao longo da carreira, admiradores e amigos próximos.

## Discografia
```
Cynic
```

- Focus (1993)
- Traced in Air (2008)
- Re-Traced (2010)
- Carbon-Based Anatomy (2011)
- The Portal Tapes (2012)
- Kindly Bent to Free Us (2014)

```
Outras bandas
```

- Death - Human (1991)
- Sean Malone − Cortlandt (1996)
- Gordian Knot − Gordian Knot (1999)
- Gordian Knot − Emergent (2003)
- Aghora − Aghora (2000)
- Aghora − Formless (2006)
- Æon Spoke − Above the Buried Cry (2004)
- Æon Spoke − Æon Spoke (2007)
- Anomaly - Anomaly (1998)[31]
- C-187 − Collision (2007)
- Levi/Werstler – Avalanche of Worms (2010)
- Sylencer – A Lethal Dose of Truth (2012) (Convidado a gravar "Acquiesce")[32]
- Hassan Iqbal – Of the Sky (2020)[33]
- Amahiru – Amahiru (2020) (Convidado a gravar "Bringing Me Down (Alternative Version)[34]